# Ophiorrhiza heterophylla
Ophiorrhiza heterophylla là một loài thực vật có hoa trong họ Thiến thảo. Loài này được Jack mô tả khoa học đầu tiên năm 1822.